# Nati nel 1910/Aprile
| Questa pagina contiene informazioni ricavate automaticamente dalle voci biografiche con l'ausilio del template Bio e di un bot. L'aggiornamento è periodico e automatico e ricostruisce completamente la pagina. Se manca una persona in questa lista, sei pregato di non aggiungerla, ma accertati piuttosto che la sua voce biografica contenga il template Bio e che i dati anagrafici siano correttamente compilati. Se il template Bio manca, inseriscilo tu stesso o, in alternativa, metti l'avviso {{tmp\|Bio}} che ne segnala la mancanza. Se i dati riportati sono sbagliati, correggi direttamente la voce biografica; le modifiche saranno visibili in questa lista entro pochi giorni. Per chiarimenti vedi il progetto biografie. La lista contiene solo le 138 persone che sono citate nell'enciclopedia e per le quali è stato implementato correttamente il template Bio. Pagina aggiornata al 18 giu 2025. |

- 1º aprile - Jaroslava Bajerová, ginnasta cecoslovacca († 1995)
- 1º aprile - Harry Carney, sassofonista e clarinettista statunitense († 1974)
- 1º aprile - Giovanni Battista Carron, politico e partigiano italiano († 1991)
- 1º aprile - Ugo Lodi, calciatore italiano
- 1º aprile - Bob van Osdel, altista statunitense († 1987)
- 1º aprile - Robert Pirosh, sceneggiatore e regista statunitense († 1989)
- 2 aprile - Gian Luigi Banfi, architetto e urbanista italiano († 1945)
- 2 aprile - Carlo Carretto, religioso italiano († 1988)
- 2 aprile - Giuseppe Cella, allenatore di calcio e calciatore italiano († 1998)
- 2 aprile - Arnie Herber, giocatore di football americano statunitense († 1969)
- 2 aprile - François de Selys Longchamps, diplomatico belga († 1983)
- 2 aprile - Anatolij Konstantinovič Serov, aviatore sovietico († 1939)
- 2 aprile - Otello Subinaghi, calciatore italiano († 1983)
- 2 aprile - Chico Xavier, scrittore e filantropo brasiliano († 2002)
- 3 aprile - John Bøhleng, calciatore norvegese († 1987)
- 3 aprile - Riccardo Bonometti, calciatore italiano († 1981)
- 3 aprile - Jim Enright, arbitro di pallacanestro e giornalista statunitense († 1981)
- 3 aprile - Maximiliano Faotto, calciatore e allenatore di calcio uruguaiano
- 4 aprile - László Cseh, calciatore ungherese († 1950)
- 4 aprile - Efraín Antonio Ríos García, supercentenario colombiano († 2024)
- 4 aprile - Shahaji II, principe indiano († 1983)
- 5 aprile - Roberto De Robertis, pittore italiano († 1978)
- 5 aprile - Silvio Guarnieri, critico letterario e saggista italiano († 1992)
- 5 aprile - Dudey Moore, cestista e allenatore di pallacanestro statunitense († 1984)
- 5 aprile - Oronzo Pugliese, calciatore e allenatore di calcio italiano († 1990)
- 5 aprile - Saverio Turiello, pugile italiano († 1988)
- 6 aprile - Gudrun Brost, attrice svedese († 1993)
- 6 aprile - Nancy Drexel, attrice statunitense († 1989)
- 6 aprile - Barys Kit, ingegnere, matematico e fisico bielorusso († 2018)
- 7 aprile - Lešek Boubela, pallanuotista cecoslovacco († 1989)
- 7 aprile - Jin Yan, attore coreano († 1983)
- 7 aprile - Pierre Marie Nguyễn Huy Quang, vescovo cattolico vietnamita († 1985)
- 8 aprile - Arthur William Dake, scacchista statunitense († 2000)
- 8 aprile - George Musso, giocatore di football americano statunitense († 2000)
- 8 aprile - Lobsang Rampa, scrittore britannico († 1981)
- 9 aprile - Elizabeth Allan, attrice britannica († 1990)
- 9 aprile - Cloe Elmo, mezzosoprano italiano († 1962)
- 9 aprile - Kazimierz Lis, calciatore polacco († 1988)
- 9 aprile - Kōichi Oita, calciatore giapponese († 1996)
- 9 aprile - Nouhak Phoumsavanh, rivoluzionario, politico e patriota laotiano († 2008)
- 10 aprile - Hamid Idris Awate, politico e militare eritreo († 1962)
- 10 aprile - Mario Giannone, presbitero, scrittore e militare italiano († 1989)
- 10 aprile - Helenio Herrera, calciatore e allenatore di calcio argentino († 1997)
- 10 aprile - Richard Irvine, scenografo statunitense († 1976)
- 10 aprile - Aage Leidersdorff, schermidore danese († 1970)
- 10 aprile - Paku Alam VIII, sovrano e politico indonesiano († 1998)
- 10 aprile - Pat Paterson, attrice inglese († 1978)
- 10 aprile - Yosef Shalom Eliashiv, rabbino israeliano († 2012)
- 10 aprile - Paul Sweezy, economista, editore e attivista statunitense († 2004)
- 10 aprile - Leone Traverso, traduttore italiano († 1968)
- 11 aprile - Johnnie Davis, attore e trombettista statunitense († 1983)
- 11 aprile - Al Harker, calciatore statunitense († 2006)
- 11 aprile - Matilde Moraschi, cestista, schermitrice e velocista italiana († 2004)
- 11 aprile - Carlo Terron, drammaturgo, giornalista e traduttore italiano († 1991)
- 11 aprile - Annie Dodge Wauneka, attivista statunitense († 1997)
- 11 aprile - António de Spínola, generale e politico portoghese († 1996)
- 12 aprile - Gillo Dorfles, critico d'arte, pittore e filosofo italiano († 2018)
- 12 aprile - Ke Zhao, matematico cinese († 2002)
- 12 aprile - Rudolf Kos, calciatore cecoslovacco († 1977)
- 12 aprile - Irma Rapuzzi, politica francese († 2018)
- 12 aprile - Charles Regamey, calciatore svizzero († 1970)
- 13 aprile - Pietro Valdo Panascia, italiano († 2007)
- 14 aprile - Stanisław Kowalski, atleta e supercentenario polacco († 2022)
- 14 aprile - Virgilio Ripa, compositore italiano († 1981)
- 15 aprile - Sulo Bärlund, pesista finlandese († 1986)
- 15 aprile - Ralph Grey, barone Grey di Naunton, avvocato e politico neozelandese († 1999)
- 15 aprile - Miguel Najdorf, scacchista polacco († 1997)
- 15 aprile - Egon Parbo, calciatore estone († 1942)
- 15 aprile - Amina Rizk, attrice egiziana († 2003)
- 16 aprile - Bernhard Lund, calciatore norvegese († 1969)
- 16 aprile - Marino Piazzolla, poeta e scrittore italiano († 1985)
- 16 aprile - Berton Roueché, giornalista, romanziere e scrittore statunitense († 1994)
- 16 aprile - Augusto Tiezzi, direttore della fotografia italiano († 1990)
- 17 aprile - Euaggelos Averōf, politico greco († 1990)
- 17 aprile - Vladas Mikėnas, scacchista estone († 1992)
- 17 aprile - Lolette Payot, tennista svizzera († 1988)
- 17 aprile - Giuseppe Veronesi, politico e ingegnere italiano († 1985)
- 18 aprile - Sylvia Fisher, soprano australiano († 1996)
- 18 aprile - Rudolf Lange, poliziotto tedesco († 1945)
- 18 aprile - Luigi Lodi, militare e aviatore italiano († 1937)
- 18 aprile - Ugo Valperga, imprenditore e dirigente sportivo italiano († 1970)
- 19 aprile - Gaetano Arcangeli, poeta italiano († 1970)
- 19 aprile - Mario Checcacci, canottiere italiano († 1987)
- 19 aprile - Giulio Minoletti, urbanista, architetto e designer italiano († 1981)
- 19 aprile - Magdalon Monsen, calciatore norvegese († 1953)
- 19 aprile - Ferdinando Storchi, politico e sindacalista italiano († 1993)
- 19 aprile - Angela Tiraboschi, supercentenaria italiana († 2022)
- 19 aprile - Vilém Zlatník, calciatore cecoslovacco († 1975)
- 20 aprile - Jan Dobraczyński, scrittore e giornalista polacco († 1994)
- 20 aprile - Carlo Ferrari, vescovo cattolico italiano († 1992)
- 20 aprile - Lütfiye Sultan, principessa ottomana († 1997)
- 20 aprile - Edoardo Martino, politico italiano († 1999)
- 20 aprile - Adalino Mealli, ciclista su strada italiano († 2001)
- 20 aprile - Brigitte Mira, attrice tedesca († 2005)
- 20 aprile - Tomás Ojeda, calciatore cileno († 1983)
- 20 aprile - Alvaro d'Orléans, nobile francese († 1997)
- 20 aprile - Fatin Rüştü Zorlu, politico e diplomatico turco († 1961)
- 20 aprile - Kirsten Suhr-Hansen, schermitrice danese
- 20 aprile - Robert F. Wagner, jr., politico statunitense († 1991)
- 21 aprile - Carlos Humberto Rodríguez Quirós, arcivescovo cattolico e religioso costaricano († 1986)
- 21 aprile - Jacques Duchesne-Guillemin, storico delle religioni e orientalista belga († 2012)
- 21 aprile - Alba Florio, poetessa italiana († 2011)
- 21 aprile - Jozef Herda, lottatore cecoslovacco († 1985)
- 22 aprile - Jenny Alpha, attrice e cantante francese († 2010)
- 22 aprile - Federico Francesco di Meclemburgo-Schwerin, nobile tedesco († 2001)
- 23 aprile - Germán Antonioli, calciatore uruguaiano
- 23 aprile - Georg Johansson, calciatore svedese († 1996)
- 23 aprile - Carlo Orlandi, pugile italiano († 1983)
- 24 aprile - Sergio Alpron, partigiano italiano († 1944)
- 24 aprile - Victor Hugo Girolami, militare e aviatore italiano († 1940)
- 24 aprile - Pupella Maggio, attrice italiana († 1999)
- 25 aprile - Ulrich Cameron Luft, medico, fisiologo e insegnante tedesco († 1991)
- 25 aprile - Pierre Duhart, allenatore di calcio e calciatore uruguaiano († 1956)
- 25 aprile - Adolf Metzner, velocista tedesco († 1978)
- 26 aprile - Ruan Lingyu, attrice cinese († 1935)
- 26 aprile - Meša Selimović, scrittore bosniaco († 1982)
- 26 aprile - Tomoyuki Tanaka, produttore cinematografico giapponese († 1997)
- 27 aprile - Chiang Ching-kuo, politico e generale cinese († 1988)
- 27 aprile - Nora Federici, statistica italiana († 2001)
- 27 aprile - Viktor Maslov, allenatore di calcio e calciatore sovietico († 1977)
- 27 aprile - Ettore Minoretti, paroliere italiano († 1999)
- 27 aprile - Tomasina Pozzi, religiosa e mistica italiana († 1944)
- 27 aprile - Pascoal Ranieri Mazzilli, politico, avvocato e giornalista brasiliano († 1975)
- 28 aprile - Sergio Bonfantini, pittore italiano († 1989)
- 28 aprile - Deng Hua, politico e generale cinese († 1980)
- 28 aprile - Luciana Dolliver, cantante italiana († 1982)
- 28 aprile - Karin Hardt, attrice tedesca († 1992)
- 28 aprile - Georgs Kabuls, calciatore e hockeista su ghiaccio lettone
- 28 aprile - Luigi Michelini Tocci, bibliotecario e storico dell'arte italiano († 2000)
- 28 aprile - Alice von Platen, psichiatra tedesca († 2008)
- 28 aprile - György Páros, compositore di scacchi ungherese († 1975)
- 29 aprile - Giuseppe Andrei, calciatore e allenatore di calcio italiano
- 29 aprile - Eva Besnyö, fotografa ungherese († 2003)
- 29 aprile - Dolly Haas, attrice tedesca († 1994)
- 29 aprile - Ahmed Mohammed Sheir, cestista egiziano
- 30 aprile - Herbert Adamski, canottiere tedesco († 1941)
- 30 aprile - Georges Rose, calciatore francese († 1997)
- 30 aprile - Tommy Sale, calciatore inglese († 1990)